# Вадакша
Вада́кша — деревня в Сасовском районе Рязанской области России. Входит в состав Придорожного сельского поселения.

## Географическое положение
Деревня находится в восточной части Сасовского района, в 60 км к юго-востоку от райцентра на реке Вадакш.
Ближайшие населённые пункты:

— посёлок Придорожный в 1,5 км к северу по асфальтированной дороге;

— село Матвеевское в 9 км к юго-востоку по грунтовой дороге;

— село Салтыково в 5 км к западу по асфальтированной дороге.
Ближайшая железнодорожная станция Пичкиряево в 9 км к северо-востоку по асфальтированной дороге и платформа 15 км в 3,5 км к северо-западу.

## Природа

### Климат
Климат умеренно континентальный с умеренно жарким летом (средняя температура июля +19 °С) и относительно холодной зимой (средняя температура января -11 °С). Осадков выпадает около 600 мм в год.

## История
С 2004 г. и до настоящего времени входит в состав Придорожного сельского поселения. До этого момента входила в Придорожный сельский округ.

## Население
| 1984 | 2010 |
| ---- | ---- |
| 70   | ↘3   |